# 賀茂人麻呂
賀茂 人麻呂（かも の ひとまろ、生没年不詳）は、奈良時代の貴族。官位は従五位上・斎宮頭。

## 経歴
光仁朝の宝亀2年（771年）従五位下に叙爵し、宝亀5年（774年）上野介に任ぜられる。宝亀9年（778年）左少弁と京官に遷る。
桓武朝に入ると、天応元年（781年）常陸介、延暦2年（783年）筑後守と再び地方官を歴任する。延暦4年（784年）左京亮次いで斎宮頭と京官に復し、延暦8年（789年）従五位上に至る。延暦10年（791年）には伊勢守を兼ねている。

## 官歴
『続日本紀』による。
- 時期不詳：正六位上
- 宝亀2年（771年） 11月26日：従五位下
- 宝亀5年（774年） 3月5日：上野介
- 宝亀9年（778年） 12月28日：左少弁
- 天応元年（781年） 5月25日：常陸介
- 延暦2年（783年） 5月15日：筑後守
- 延暦4年（784年） 7月6日：左京亮。7月21日：斎宮頭
- 延暦8年（789年） 正月6日：従五位上
- 延暦10年（791年） 正月22日：兼伊勢守

## 系譜
- 父：高賀茂諸雄[1]または賀茂角足[2]
- 母：不詳
- 生母不詳の子女
  - 男子：賀茂伊勢麻呂[2]
  - 男子：賀茂江人[1] - または高賀茂諸雄の子[3]
  - 男子：賀茂今子[2] - 掌侍
  - 孫∶賀茂忠行

人麻呂の父は、高賀茂諸雄と賀茂角足の両説がある。しかし、諸雄は人麻呂とほぼ同年代の人物でかつ氏姓が高賀茂朝臣であることから誤りと考えられる。一方で、角足は天平宝字元年（757年）の橘奈良麻呂の乱で「乃呂志」に貶姓され、宝亀3年（772年）にその近親と思われる比良麻呂が本姓の賀茂朝臣への復姓を許されている。人麻呂はその前の宝亀2年紀（771年）で賀茂朝臣となっていることから、これもやや疑問がある。